# Esteban Batista
Esteban Damián Batista Hernández (ur. 2 września 1983 w Montevideo) – urugwajski koszykarz występujący na pozycjach silnego skrzydłowego lub środkowego, obecnie zawodnik Instituto Atletico Central Cordoba.
12 września 2005 został zawodnikiem zespołu NBA – Atlanty Hawks, do której przeszedł jako wolny zawodnik. Batista zadebiutował w rozgrywkach NBA 2 listopada tego samego roku przeciwko Golden State Warriors. Na parkiecie spędził wówczas 6 minut. W swoim pierwszym sezonie Batista rzucał średnio 1,8 punktu na mecz.
13 maja 2019 dołączył do argentyńskiego Instituto Atletico Central Cordoba. 2 sierpnia podpisał umowę z argentyńskim San Lorenzo de Almagra.

## Osiągnięcia

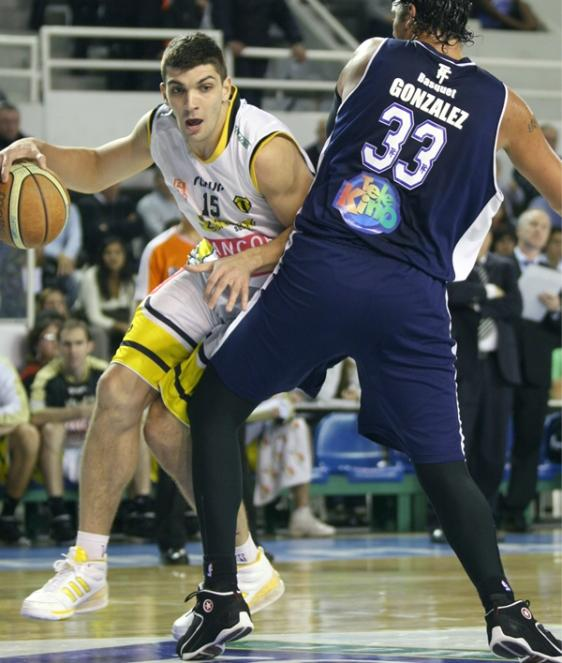
Esteban Batista w barwach Maccabi Tel Awiw.

Stan na 3 sierpnia 2019, na podstawie, o ile nie zaznaczono inaczej.
Drużynowe
- Mistrz Włoch (2016, 2017)
- Wicemistrz:
- Euroligi (2008)
  - Urugwaju (2002, 2003)
  - Izraela (2008)
- Zdobywca pucharu:
  - Turcji (2014)
  - Grecji (2015)
  - Włoch (2016)
- Finalista pucharu Izraela (2008)

Indywidualne
- MVP:
  - kolejki:
    - Euroligi (2007/08 – 16)
    - TOP 32 Eurocup (2013/14 – 4)
    - ACB (2009/10 – 1, 9, 26, 2010/11 – 2, 12)
- Liderzy hiszpańskiej ligi ACB w zbiórkach (2010)

Reprezentacja
- Wicemistrz Ameryki Południowej (2006, 2008)
- Brązowy medalista:
  - mistrzostw Ameryki Południowej (2003, 2010, 2016)
  - igrzysk panamerykańskich (2007)
- Uczestnik mistrzostw Ameryki:
  - 2005 – 8. miejsce, 2007 – 6. miejsce, 2009 – 6. miejsce, 2011 – 7. miejsce, 2013 – 7. miejsce, 2017 – 6. miejsce
  - Południowej (2003, 2004 – 4. miejsce, 2006, 2008, 2010, 2016)
  - Pucharu Oscara Moglii (2011)
- Zaliczony do I składu mistrzostw Ameryki (2005, 2009)[7]
- Lider w zbiórkach mistrzostw:
  - Ameryki (2005, 2007, 2009, 2013)
  - Ameryki Południowej (2006, 2008, 2010, 2016)